# Морской бой у Порт-Саида
Морской бой у Порт-Саида — эпизод Войны на истощение, бой между ВМС Египта и Израиля на Средиземном море в районе египетского порта Порт-Саид, состоявшееся 21 октября 1967 года.

## Ход боя
20 октября 1967 года флагман израильского флота эсминец «Эйлат» со 199 членами экипажа на борту совершал рейд вдоль берегов Синая.
21 октября, при приближении к Порт-Саиду эсминец был обнаружен египтянами. Силы египетской стороны, стоявшие в гавани Порт Саида, включали в себя два ракетных катера проекта 183-Р с бортовыми номерами — TP-501, командир Лутфи Ядалла и TP-504, командир Ахмед Шакир.
В 17:28, когда «Эйлат» находился примерно в 14 милях от Порт-Саида, египетские ракетные катера «Комар» выпустили по нему три противокорабельных ракеты П-15 «Термит». Все три «Термита» попали в цель. Уже после первого попадания эсминец потерял ход и стал крениться. Четвёртая ракета разорвалась уже в воде, убив и ранив многих уцелевших членов команды.
Израильские источники этот эпизод описали — «По личному приказу президента Египта Нассера, ракетный катер типа "Комар", стоявший в гавани Порт Саида, выпустил в 17:28 три ракеты по крейсировавшему недалеко "Эйлату"». Израильские заявления с пуском трёх ракет с одного катера не сходятся с характеристиками катеров типа «Комар», которые могут нести лишь две ракеты.

## Итог боя
В результате поражения противокорабельными ракетами израильский эсминец затонул, погиб 51 израильский моряк. Командир эсминца Ицхак Шошан был ранен.
Этот случай стал первым в истории случаем боевого применения противокорабельных ракет.

## Последующие события
В начале 1968 года израильские дайверы погрузились к утонувшему эсминцу и подорвали его. Примечательно, что после подрыва пловцы ВМС Египта также погружались к обломкам израильского эсминца и обнаружили шесть не забранных тел израильских моряков. Египтяне связались с «Красным Крестом» и передали вражеской стороне обнаруженные тела.
21 октября в Египте стал профессиональным праздником египетских моряков и отмечается как «День Военно-морских сил».